# クリスタ・ルートヴィヒ
クリスタ・ルートヴィヒ（ドイツ語：Christa Ludwig、1928年3月16日 - 2021年4月24日）は、ドイツの声楽家（メゾソプラノ）、オペラ歌手。

## 略歴
ベルリンで生まれる。家族は音楽家一家で、父親のアントン・ルートヴィヒ（1888-1957）は歌手およびオペラ監督（アーヘン、ハーナウ、ギーセンなど）であり、母親のオイゲニー・ベザラ＝ルートヴィヒ（1899-1993）はアルト歌手および声楽教師であった。 
アーヘンでやっと音楽監督の職を得た時代のカラヤンが、アーヘン歌劇場の専属歌手だったクリスタの両親をしばしば食事に訪ね（料理がウィーン風だったため）、よく挨拶をさせられた。クリスタは5-6歳だった。（DVD「カラヤンの“美”」より） 
母親が唯一の声楽教師であり、幼少の頃から母親が歌手としての成長を見守った。 
17歳のときにギーセンで公式デビュー。1年後、フランクフルト大学に入学。フランクフルト歌劇場に移り、1946年ヨハン・シュトラウス2世『こうもり』オルロフスキー公爵でオペラデビューした。1952年までフランクフルト・アム・マインに滞在した後、ダルムシュタット国立歌劇場（1952-1954）とハノーファー国立歌劇場（英語版）（1954-1955）と契約。フランクフルトとダルムシュタットにいる間には、ドナウエッシンゲン音楽祭に定期的に参加し、ルイジ・ダラピッコラ、ピエール・ブーレーズ、ルイジ・ノーノの作品を歌っている。 
1955年にウィーン国立歌劇場の総監督だったカール・ベームに認められ、ウィーン国立歌劇場の一員となった。そこで彼女は最も重要な歌手の一人となり、世界的に活躍の場を広げ、1962年には宮廷歌手の称号を受けた。 
彼女はほぼ40年間ウィーン国立歌劇場のメンバーであった。この間、769回の公演で42の役を務めた。1955年にはザルツブルク音楽祭にもデビューし、1993年8月9日のリサイタルまで歌った。1960年代から、彼女はバイロイト音楽祭でワーグナー『トリスタンとイゾルデ』ブランゲーネ、『パルジファル』クンドリーなどを歌い、スカラ座ではマリア・カラスと共演し、ロンドンのコヴェント・ガーデン・ロイヤル・オペラ・ハウスにも出演した。 
彼女はヨーロッパ以外でも成功を収めた。シカゴ・リリック・オペラでの公演後、ルドルフ・ビング総監督にニューヨークに誘われ、1959年にメトロポリタン・オペラ にモーツァルト『フィガロの結婚』ケルビーノでデビュー。1993年まで、ベートーヴェン『フィデリオ』レオノーレ、ベルリオーズ『トロイアの人々』ディド、ワーグナー『ローエングリン』オルトルート、『パルジファル』クンドリー、『ニーベルングの指環』ヴァルトラウテ、フリッカ、リヒャルト・シュトラウス『ばらの騎士』元帥夫人などの重要な役を務めている。他にもモーツァルト『コシ・ファン・トゥッテ』ドラベルラ、ヴェルディ『ドン・カルロ』エボリ公女、『アイーダ』アムネリス、『マクベス』マクベス夫人、ビゼー『カルメン』タイトルロール、ワーグナー『タンホイザー』ヴェーヌス、『トリスタンとイゾルデ』ブランゲーネ、リヒャルト・シュトラウス『ナクソス島のアリアドネ』作曲家、『ばらの騎士』オクタヴィアン、『影のない女』バラックの妻、『エレクトラ』クリュテムネストラ、ベルク『ヴォツェック』マリー、バルトーク『青ひげ公の城』ユディットなど、レパートリーはメゾソプラノだけでなく、リリックソプラノ、ドラマチックソプラノまで及んでおり、非常に幅広い。
暖かい声質と確実な表現力による安定した歌唱が特徴であり、オペラだけでなく、世界中でコンサートや合唱のソリストを務め、ソロリサイタルも数多く開催している。 
コンサートではベーム以外にもヘルベルト・フォン・カラヤンなど他の指揮者たちからの信頼が篤く、共演も数多い。レナード・バーンスタインはマーラー交響曲第2番『復活』、交響曲第3番など声楽つき交響曲のアルト独唱に彼女をたびたび起用した。特に『大地の歌』は、オットー・クレンペラー、カルロス・クライバー、バーンスタイン、カラヤン、ヴァーツラフ・ノイマンなどと共演しており、いずれも名唱として高く評価されている。 
リサイタルでは、シューベルト、シューマン、ブラームス、ヴォルフ、マーラー、プフィッツナー、リヒャルト・シュトラウスを多く取り上げている。彼女のリサイタルとレコーディングのピアノ伴奏は、セバスティアン・ペシュコ、エリック・ヴェルバ、ジェラルド・ムーア、ジェフリー・パーソンズ、アーウィン・ゲージ、チャールズ・スペンサーなどが務めている。ダニエル・バレンボイム、ツィモン・バルト、レナード・バーンスタイン、ジェームズ・レヴァインがピアノ伴奏を務めたこともある。 
彼女は『ワルキューレ』フリッカで1993年にニューヨークのメトロポリタン・オペラを後にした。1993年と1994年に、彼女は歌曲リサイタルで世界中で送別ツアーを行った。1994年12月14日、ウィーン国立歌劇場での40年近くのステージキャリアの後、彼女は『エレクトラ』クリュテムネストラとして舞台に別れを告げた。 
共演者の中で重要な指揮者は、カール・ベーム、ヘルベルト・フォン・カラヤン、レナード・バーンスタインであった。特にバーンスタインとの共演は「すべての中で最も素晴らしい」ものだったという。また、彼女は偉大な歌手達とも共演している。例えばエリーザベト・シュヴァルツコップ、マリア・カラス、アンナ・モッフォ、フランコ・コレッリ、イレアナ・コトルバシュ、 エディタ・グルベローヴァ、フリッツ・ヴンダーリヒ、プラシド・ドミンゴ、ディートリヒ・フィッシャー=ディースカウ、ルチアーノ・パヴァロッティなどである。 
私生活面では、1957年に息子のいるバリトン歌手のヴァルター・ベリー（1929-2000）と結婚したが、1970年には離婚し、1972年にフランスの俳優で演出家のポール・エミール・デベ（1925-2011） と再婚した。住まいはウィーン近郊のクロスターノイブルクである。彼女の90歳の誕生日に、フランクフルター・アルゲマイネ・ツァイトゥング紙上で、ユルゲン・ケスティング（ドイツのジャーナリスト・音楽評論家）がインタビューを行った。 
2021年4月24日、自宅のあるクロスターノイブルクにて死去。

## 受賞歴
- 1962：オーストリアの宮廷歌手
- 1969：ウィーンモーツァルト協会によるモーツァルトメダル[9]
- 1980：ウィーン国立歌劇場のゴールデンリング
- 1980：ウィーンフィルのシルバーローズ
- 1980：ゴールド グスタフ・マーラー・メダル
- 1980：フーゴ・ヴォルフ・メダル（オーストリア）
- 1981：ウィーン国立歌劇場名誉団員
- 1981：芸術文化勲章シュヴァリエ（フランス）
- 1988：ザルツブルク州の名誉の勲章「金」（オーストリア）
- 1989：芸術文化勲章コマンド―ル（フランス）
- 1989：レジオンドヌール勲章シュヴァリエ（フランス）
- 1994：オーストリア共和国勲章（第8等）
- 1995：ベルリンの熊（BZ文化賞）
- 2003：レジオンドヌール勲章オフィシエ（フランス）
- 2004：ドイツ連邦共和国功労勲章大功労十字章（2004年10月4日）[10]
- 2007：オーストリア共和国勲章（第7等）[11]
- 2008：ミデム（毎年カンヌで開催される国際音楽見本市）にて生涯功労賞を受賞
- 2008：ドレスデン音楽祭においてサエクルム・グラスヒュッテ・オリジナル音楽祭賞
- 2008：ワルシャワのフレデリック・ショパン音楽アカデミーから名誉博士号
- 2010：レジオンドヌール勲章コマンドール（フランス）
- 2010：フーゴ・ヴォルフ・メダル（ドイツ）
- 2012：シュタイアーマルク州の名誉の勲章「金」（オーストリア）
- 2013：ザルツブルク音楽祭のルビーの名誉のバッジ
- 2015：ガルミッシュ＝パルテンキルヒェンにおけるリヒャルト・シュトラウス・フェスティバルでのリヒャルト・シュトラウス・バッジ
- 「European Voice Teachers Association（EVTA）」の名誉会員
- 2016：グラモフォン社の生涯功労賞
- 2018：ウィーン市の「黄金の市民」賞
- 2018：Opus Klassik（ドイツの音楽賞）生涯の活動に対して

## ディスコグラフィー
オペラ、コンサート、オラトリオ、歌曲等、きわめて数多くの録音・映像を残しており、日本版Amazonだけでも1000点以上のアイテムが存在する。